# Loma Esmeralda
Loma Esmeralda es una localidad del estado mexicano de Morelos. Es parte del municipio de Tepoztlán.

## Demografía
| Censo | Población |
| ----- | --------- |
| 2000  | 38        |
| 2010  | 929       |
| 2020  | 1916      |